# 241-й штурмовой авиационный полк
241-й штурмовой авиационный Краснознамённый полк — воинская часть Вооружённых Сил СССР в Великой Отечественной войне.

## История
Полк (первоначально в/ч 2572) начал формироваться по Директиве № Орг/3/520435 ВВС РККА от 18 января 1941 года в составе 7-й смешанной авиационной дивизии ПрибОВО.
Постоянная дислокация полка планировалась на строящемся аэродроме у д. Тирелькай (Tyrelkai, Литва, в 10 километрах западнее Шауляй). Пока строился аэродром Тирелькай, 5 мая 1941 года полк начал своё формирование на аэродроме временного базирования Митава (ныне Елгава) по штату № 15/20 (4 эскадрильи по 15 самолётов).
10 мая 1941 г. полку было вручено боевое Красное знамя, день считается официальным днём рождения полка.
В составе действующей армии во время Великой Отечественной войны с 22 июня 1941 года по 5 августа 1941 года, с 6 сентября 1941 года по 5 октября 1941 года, с 19 ноября 1941 года по 15 мая 1945 года.
К 22 июня 1941 года формирование ещё не закончилось, был укомплектован штаб полка, получены 27 самолётов И-15 бис (менее 50 % штатного количества), числилось 15 лётчиков (25 % штатного состава), из которых 11 имели допуск к ночным полётам. Технического состава и младших авиационных специалистов насчитывалось 98 человек. Штаб полка был укомплектован полностью.
Великую Отечественную войну полк встретил утром 22 июня 1941 года извещением в виде прямой бомбежки аэродрома Митавы. Июль 1941-го полк, пополняясь лётчиками с других полков, с боями отступал на северо-восток в направлении Старая Русса и Новгород:
- 22 июня 1941 — аэродром Митава;
- 23-26 июня 1941 — аэродром Румбула (юго-восточный пригород Риги, теперь уже район Риги);
- 27 июня — 1 июля 1941 — аэродром Пружки, рядом с г. Опочка, Псковской области;
- 1 июля — 5 июля 1941 — аэродром Гарусово (~20 км юго-восточнее Опочка);
- 1 и 2 июля для выполнения боевых заданий выполнялись перелёты на аэродром Прушки.

С 3 июля 1941 по 5 августа 1941 года находился в составе 6-й смешанной авиадивизии Северо-Западного фронта. Базировался на следующих аэродромах:
- 6 июля 1941 — аэродром Гривочки, (5 км южнее г.Дно, Псковская области)
- 9 июля 1941 — аэродром Сольцы;
- 12 июля 1941 — аэродром под Вышнем Волочком.

К 7 июля 1941 года в полку остался 1 исправный и 2 неисправных самолёта И-15 бис и в период до 5 августа 1941 года производились фактически единичные боевые вылеты. Активная фаза боевых действий полка в этот период, по сути, завершилась.
В ВОВ полк вступил в стадии формирования, штат лётчиков был укомплектован на 25 %, парк самолётов на 50 % от штата, боевая подготовка в полку ещё не была развёрнута. Своевременный вывод полк из Митавы в Румбулу, по сути спас полк от быстрого разгрома на земле (оставшиеся в Митаве 31-й, 35-й и 50-й полки, лишились 23-25 июня на земле по 15-20 самолётов каждый.
Первые несколько дней полк выполнял несвойственные ему задания по прикрытию аэродрома Румбулы и Риги. В эти первые 3 дня войны был сбит над Ригой Ю-87 противника, который после успешной атаки самолётов полка произвёл вынужденную посадку. 25 июня 1941 года полк понёс первые потери.
Всего с 22.06.1941 г. по 12.07.1941 г. полк произвёл 229 боевых вылетов, из них 9 ночью в основном на прикрытие аэродромов базирования, штурмовку и разведку. В боевых действиях в этот период полк отлично проявил себя, имеет третий результат после 31-го, 35-го полков и много больше других полков 6-й и 7-й авиадивизий, несмотря на то, что прочие полки не находились в стадии формирования и были гораздо лучше подготовлены и имели на момент 22.06.1941г штатное количество лётчиков и матчасти.
К несомненным плюсам полка можно также отнести относительно малые потери личного состава.
6 августа 1941 года полк убыл в Воронеж в распоряжение 1-й запасной авиационной бригады для переформирования на новый штат и переучивание на штурмовик Ил-2. В кратчайшие сроки по ускоренной подготовке полк освоил Ил-2.
Имея на вооружении 20 Ил-2 в составе 2-х эскадрилий (по штату № 015/137) по приказу командира 1-й запасной авиационной бригады (№ 0009 от 26.08.1941 г.) полк был передан в состав резерва Ставки ВГК и затем убыл на фронт.
Оборона Москвы:
6 сентября 1941 года полк в составе 20 Ил-2 прибыл на Брянский фронт, аэродром Липовая Долина, и вошёл в состав 1-й резервной авиагруппы Ставки ВГК.
Полк штурмовал, в частности в районе Алтыновки, колонны 2-й танковой группы генерала Гудериана, повернувшей на юг из Брянской области с целью окружения войск Юго-Западного фронта. Уже к 12 сентября 1941 года в полку осталось 7 самолётов.
14 сентября 1941 года полк вторично был выведен в Воронеж на переформирование и пополнение личным составом и доукомплектование материальной частью. Полк, получив пополнение, по приказу командира 1-й запасной авиационной бригады № 0122 от 31.10.1942 г. 20 ноября 1941 года убыл на Брянский фронт.
С ноября 1941 года по 13 февраля 1942 года полк, защищая на южных подступах Москву, действовал в составе 11-й смешанной авиационной дивизии, которая как ядро ВВС 3-й армии Брянского фронта, известна также как ударная авиагруппа генерал-лейтенанта Кравченко Г. П..
В феврале 1942 года полк базировался в Тульской области под г. Ефремовым и выполнял боевые задачи в районе Волово — Михайлов —Венев. В ноябре, декабре и январе полк, выполняя штурмовку по наступающим танковым колонам и живой силе противника, последовательно перемещался на аэродромы Лебедянь, Ряжск, Моршанск.
Ведя непрерывную боевую работу, пополняясь личным составом и материальной частью во фронтовых условиях, в январе 1942 г полк перешёл на 3-х эскадрильный состав согласно штата № 015/282.
С 13 февраля 1942 года 11-я смешанная авиационная дивизия была преобразована в Управление ВВС 3-й армии, а полк стал отдельным штурмовым авиационным полком управления ВВС 3-й армии Брянского фронта. 12 мая 1942 года на основании приказа НКО СССР от 5 мая 1942 г. Управление ВВС Брянского фронта 2-го формирования было переформировано во 2-ю воздушную армию.
241-й шап, п/п 10227, в составе 2-й воздушной армии Брянского фронта действовал:
- С 12 мая 1942 по июль 1942 г в составе 225-й штурмовой авиадивизии, выполняя боевые задачи в районе города Орла.
- С июля 1942 года по 9 октября 1942 года в составе 207-й иад и базируется на аэродроме под Усманью у Графского леса (в 3 км юго-восточнее г. Усмань). В состав дивизии входил и 737-й иап (впоследствии 168-й гвардейский истребительный авиационный полк), с которым 241-й штурмовой (в дальнейшем 166-й гвардейский штурмовой) полк стал связан на многие годы. С этого времени 241-й штурмовой стал ходить на боевые задания под прикрытием истребителей 737-го полка. Вплоть до 1993 года, когда полки были расформированы, они действовали рядом.
- С 10 октября 1942 года по 9 ноября 1942 года в составе 227-й штурмовой авиационной дивизии.
- С 10 ноября 1942 года по февраль 1943 года — в составе 205-й иад. В ноябре-декабре 1942 года полк в составе дивизии, будучи в оперативном подчинении Юго-Западного фронта, поддерживал войска его правого крыла в ходе контрнаступления под Сталинградом, так в частности, действует над Клетской. 10 декабря 1942 года полк на ходу переформировывается во фронтовой полосе восточнее Воронежа, с 1 января 1943 года вновь активно ведёт боевую работу, в январе-феврале 1942 года действует на переднем крае в ходе Острогожско-Россошанской и Воронежско-Касторненской наступательных операций.

С марта по апрель 1943 года полк пополнялся личным составом и находился в 1-й запасной авиационной бригаде на доукомплектовании материальной частью на аэродроме Чапаевск Куйбышевской области, куда эвакуировался 18-й авиазавод и 1-я запасная авиабригада. Полк получил двухместный Ил-2, экипаж которого включал воздушного стрелка.
Курско-Белгородская стратегическая наступательная операция:
В мае 1943 года полк вернулся на Воронежский фронт и был включён в состав 291-й шад. В рамках подготовки к решающим боям на Курской дуге полк перебазировался на аэродром у села Плоское под Шумаково в шестидесяти километрах от линии фронта, почти в центре Курского выступа. C 5 июля 1943 года полк наносит удары по аэродромам Томаровка и Микояновка, по танковой подвижной группе «Кемпф», штурмует войска на участке Трефиловка — Белгород, Сухо-Солотино. За один только день полк, прикрываемый истребителями 737-го истребительного авиационного полка, теряет 11 самолётов. Полк, наряду с 61-м штурмовым авиационным полком, стал первым из соединений, применившим в ходе боевых действий новые кумулятивные бомбы ПТАБ 2,5-1,5. 6 июля 1943 полк штурмует район Обоянь, Прохоровка, 7 июля 1941 года — колонну противника, движущуюся в составе около 400 танков, САУ и другой механизированной техники по дороге от Томаровки на Черкасское. С 12 июля 1943 года участвует в известном сражении под Прохоровкой, штурмует районы Верхопенье, Березовка, Сырцево, Коровино, Прохоровка, Грезное, совхоз Октябрьский, Малые Маячки, Покровка, Яковлево. 13 июля 1943 года штурмует Казачье, 15 июля 1943 года — Западное Сырцево, 18-19 июля 1943 года — дорогу Дубрава — Бутово в районе Меловое. Продолжал поддерживать войска Воронежского фронта в ходе Белгородско-Харьковской операции.
В октябре 1943 года действует над Днепром, ставит дымовые завесы при форсировании Днепра, выполняет боевые задания по уничтожению танков и живой силы противника и прикрывает Букринский плацдарм, а также действует в Переяславском районе Полтавской области.
С начала ноября 1943 года полк перебазировался на аэродром Борисполь. В боях за освобождение Киева полк поддерживая наступающие советские войск с Лютежского плацдарма штурмует укрепления противника вокруг Киева. 5 ноября 1943 года тяжелейшая утрата в полку: при бомбардировке аэродрома Борисполь на земле полк потерял сразу 8 лётчиков и стрелков 1-й эскадрилии вместе с командиром эскадрилии — капитаном Авдеевым Н. С., ещё столько же было тяжело ранены.
6 ноября 1943 года производит штурмовку в районе Фастова, 14 ноября 1943 года — в районе Белая Церковь.
В декабре 1943 241-й полк перебазировался на аэродром в Жулянах под Киевом. В конце декабря 1943 г. началась Житомирско-Бердичевская наступательная операция, 241-й полк поддерживал наступающие войска в направлении Бердичев-Новоград-Волынский, района Радомышля.
5 февраля 1944 года Приказом НКО СССР № 018 291-й Воронежско-Киевской штурмовой авиадивизии, 241-му штурмовому авиаполку (и всем другим полкам дивизии) за проявленную отвагу в боях за Отечество с немецкими захватчиками, за стойкость, мужество, дисциплину и организованность, за героизм личного состава было присвоено почётное звание «Гвардейский», а дивизия и полк (в связи особым порядком учёта гвардейских полков) были преобразованы в 10-ю Гвардейскую Воронежско-Киевскую штурмовую авиационную дивизию и 166-й Гвардейский штурмовой авиационный полк соответственно.
В феврале 1944 полк участвует в Корсунь-Шевченковской наступательной операции, наносит удары по окружённой группировке врага. Здесь помимо действий, связанных с воздушной блокадой и борьбой с фашистскими танками, полку пришлось решать несвойственную задачу: штурмовикам в условиях бездорожья пришлось заниматься доставкой горючего, боеприпасов, продовольствия и медикаментов передовым частям, вышедшим в глубокий тыл противника. К войскам был переброшен «воздушный мост».
Началось все с того, что лётчик 166-го полка замкомэска гвардии лейтенант Пестров Б. А. в сложнейших условиях сплошного снегопада обнаружил наши передовые части, вышедшие в глубокий тыл противника, установил с ними связь, которую долго не удавалось наладить, и сбросил с самолёта необходимый груз. За этот вылет отважный разведчик был награждён орденом Красного Знамени.
Далее полк принимал участие в Ровно-Луцкой, Проскуровско-Черновицкой, Львовско-Сандомирской наступательных операциях.
13 июня 1944 года войска 1-го Украинского фронта перешли в наступление в общем направлении на Львов. В первые дни Львовско-Сандомирской наступательной операции полк наносил массированные и эшелонированные удары по важным объектам противника. Особенно напряженно работали гвардейцы по уничтожению окружённой вражеской группировки в районе к западу от местечка Броды. С раннего утра до позднего вечера они наносили бомбовые и штурмовые удары по танкам неприятеля в районе Зборов и Плугов. 27 июля 1944 года Москва салютовала славным освободителям города Львова и Станислава (Ивано-Франковска).
В августе 1944 г. полк вышел к границам СССР и начал освобождать страны восточной Европы.
Ясско-Кишиневская операция:
С 27.07.1944 г. по 26.09.1944 г. 166-й гв.шап в составе 5-й Воздушной армии и 2-го Украинского фронта. В соответствии с утверждённым Ставкой ВГК планом предстоящей наступательной операции 10-я гвардейская штурмовая авиадивизия и 166-й гвардейский штурмовой авиаполк обеспечивали с воздуха эту операцию 2-го и 3-го Украинских фронтов.
28.07.1944 полк перебазировался на аэродром в освобождённый Тернополь.
С развитием успешного наступления полк громил врага в глубине его обороны, уничтожала резервы противника, его укрепления, мешающие продвижению танков. Одновременно с основной задачей по штурмовке техники и живой силы противника части дивизии собирали разведданные о сосредоточении и передвижении вражеских войск.
22 августа 1944 полк в течение всего дня группами под прикрытием истребителей наносил бомбоштурмовые удары по артиллерии и танкам противника, по отходившим колоннам противника на дороге Тыргу-Фрумос — Роман, уничтожал переправы через реку Серет и скопления автомашин на переправах в районе Могоетити, Миклаушапи, Ротунда, Сарна, подавляла огонь батарей на позициях, а также уничтожал подходящие из района Васлуя резервы.
23 августа 1944 массированные штурмовые удары с воздуха взломали оборону противника, проходившую по южному берегу реки Бахлуй на рубеже Падуплоаей — Яссы. В этот день войска 2-го Украинского фронта между реками Серет и Прут овладели важным узлом коммуникаций и сильным опорным пунктом обороны противника городом Васлуй.
Приказом Верховного Главнокомандующего Сталина от 23 августа 1944 года № 170 было отмечено, что в боях за овладение городом Васлуй отличились лётчики 166-го гвардейского штурмового авиаполка майора Войтекайтеса. Этим Приказом за отличное ведение боевых действий личному составу полков 10-й гвардейской дивизии была объявлена благодарность Верховного Главнокомандующего, а полк был награждён Орденом Боевого Красного Знамени и стал именоваться как 166-й гвардейский Краснознамённый штурмовой авиационный полк.
Освобождая Молдавию войска 2-го и 3-го Украинских фронтов вышли на государственную границу СССР, пересекли её и сходу стали освобождать Румынию, затем Болгарию и Югославию от немецко-фашистских захватчиков.
Взаимодействуя с частями 6-й танковой армии, лётчики 166-го гвардейского авиаполка наносили массированные штурмовые удары с воздуха, взломали оборону противника, проходившую по южному берегу реки Бахлуй на рубеже Падуплоаей — Яссы.
При содействии штурмовой авиации 10-й гвардейской авиадивизии и 166-го гвардейского авиаполка 27 августа была ликвидирована окружённая группировка противника восточнее реки Прут, а 29 августа уничтожены вражеские части, которым удалось переправиться через Прут юго-западнее Хуши. Развивая наступление, войска фронта штурмом овладели городами и крупными узлами коммуникаций Фокшаны и Рымникул-Сэрат (Рымник).
Полк громил врага в глубине его обороны, уничтожал резервы противника, его укрепления, мешающие продвижению танков. Одновременно с основной задачей по штурмовке техники и живой силы противника лётчики собирали разведданные о сосредоточении и передвижении вражеских войск.
30 августа были освобождены города Плоешти и Крайово, а 31-го освободили столицу Румынии Бухарест. 31 августа 1944 года Москва салютовала освободителям города Бухареста. Приказом Верховного Главнокомандующего от 31.08.1944 года № 183 было отмечено, что в боях за овладение городом Бухарест отличились лётчики 10-й гвардейской шад генерал-майора авиации Витрука.
С 27.09.1944 по 15.05.1945 г. 166-й гв.шап в составе 17-й Воздушной армии и 3-го Украинского фронта.
Полк получил приказ перебазироваться на новый аэродром на юго-западе Румынии. Необходимо было организовать перелёт через Трансильванские горы. Пришлось решать ряд вопросов, связанных с перебазированием полка, что было сделать не так просто. Тем не менее, полк перебазировался в район Видино за одни сутки, ни на час не прекращая выполнение боевых заданий.
В ночь на 28 сентября 1944 г. войска 3-го Украинского фронта пересекли болгаро-югославскую границу и вступили на территорию Югославии. 10-я гвардейская шад (166-й гвардейский полк) стала обеспечивать действия первого эшелона фронта, в частности 57-й армии и 4-го гвардейского механизированного корпуса, а также частей Народно-освободительной армии Югославии.
166-й гвардейский авиаполк в начале октября 1944 года продолжал дезорганизовывать железнодорожные и автомобильные перевозки врага, уничтожать его живую силу и боевую технику на марше и в районах сосредоточения, совершал налёты на аэродромы Земун, Нови-Сад, громил противника в районе Неготина и Милановца.
Белградская наступательная операция:
16.10.1944 года полк перебазировалася на аэродром Црвена-Црква. На рассвете 17 октября краснозвёздные Илы 166-го полка под прикрытием истребителей уже взлетали чтобы проложить путь наступающим на Белград войскам. В этот день был нанесён урон и уничтожены: скопления войск и техники противника в окружённом Белграде; в районе Земуна уничтожены артиллерийские позиции и резервы противника подходящие на помощь окружённому белградскому гарнизону, аэродром в Нови-Сад.
В середине октября 1944 года успешную борьбу танками отступавших по горным дорогам частей гитлеровцев вели лётчики 166-го гвардейского штурмового авиационного полка Войтекайтес А. Н., Дудкин А. П., Захаров Н. С., Зинченко В. Н., Калачев А. А., Пестров Б. А., Стародубцев Г. С., Фомин Е. А. и Фролов И. Т., впоследствии Герои Советского Союза. Лётчики проникали в, казалось бы, недоступные ущелья, теснины, оставляя после своих атак разбитые «пантеры», «фердинанды», сгоревшие вагоны, грузовики.
20 октября 1944 года советские войска совместно с войсками Народно-освободительной армии Югославии освободили столицу Югославии — Белград, города Нови сад и Панчево от немецко-фашистских захватчиков. В числе отличившихся в белградской освободительной операции были названы и лётчики 166-го гвардейского штурмового авиаполка.
С октября 1944 года полк оказывал помощь Югославии в создании её ВВС.
В наступившем Новом 1945-м году полк вёл бои в районе реки Драва и продвигался на запад по землям Венгрии и Югославии. Используя как паузы между боями, так и собственно боевые действия, командиры и инженеры 166-го гвардейского полка успешно обучали и передавали свой опыт югославским лётчикам. Для инструкторской и преподавательской работы были выделены лучшие летные и технические кадры, организован учебный центр по подготовке лётчиков и по подготовке инженерно-технического состава. В кратчайшие сроки и в ходе выполнения боевых задач в 166-м полку прошёл обучение и был поставлен на крыло боевой штурмовой авиаполк Югославских ВВС.
Балатонская наступательная операция:
Завершение окончательного этапа освобождения Югославии создали благоприятные условия для ведения боевых действий советских войск на будапештском и венском стратегических направлениях.
После завершения Белградской операции и последующего наступления югославской армии главные силы 3-го Украинского фронта, в том числе и 166-й гвардейский авиаполк были переброшены на левобережье Дуная для наступления в глубь Венгрии. Полк прикрывал с воздуха плацдармы и переправы, обеспечивал прикрытие сосредоточиваемых войск фронта для развертывания дальнейших боевых действий по освобождению Венгрии и Австрии. Одновременно полк не прекращал боевых вылетов на поддержку боевых действий НОАЮ.
Вторая половина февраля и март 1945 г. для войск 3-го Украинского фронта оказалась напряжённой. На отдельных участках гитлеровцы предпринимали частые контратаки, силясь отбросить наши части за Дунай. Обречённый на гибель враг вводил последние резервы, отчаянно сопротивлялся, пытаясь ускользнуть от сурового возмездия. 166-й гвардейский штурмовой авиаполк принимал активное участие в этих упорных боях, своими ударами полк в огромной мере препятствовал продвижению противника на правый берег.
23 марта войска 3-го Украинского фронта, отразив атаки одиннадцати танковых дивизий гитлеровцев юго-западнее Будапешта, перешли в наступление и овладели городами Секешфехервар, Мар, Зирес, Веспрем, Саксард. Вечером в сообщении Совинформбюро зачитали Приказ Верховного главнокомандующего Сталина № 306 от 23.03.1945 об успехах 3-го Украинского фронта в освобождении венгерских городов. В числе отличившихся были названы и лётчики гвардии 10-й гвардейской шад генерал-майора авиации А. Н. Витрука. Большую помощь наземным войскам оказали лётчики 166-го авиаполка, которые нанесли сокрушительные удары по железнодорожным станциям. При налёте на один железнодорожный узел было повреждено и уничтожено 15 паровозов, 150 вагонов, 20 цистерн. Метким огнём лётчиков-истребителей были сожжены два находящихся в пути эшелона с войсками противника.
Завершив освобождение Венгрии, в начале апреля 1945 года полк стал вести боевые действия на территории Австрии. Одновременно полк поддерживал наступление 1-й, 2-й, 3-й югославских армий и 1-й болгарской армии в междуречье Дуная и Савы, на рубеже Вуковар, река Сава. 12 апреля освободили город Вуковар и ряд других населённых пунктов. 13 апреля её войска форсировали Драву, освободили Валпово, а вскоре и город Осиек и Дони-Михоляц. К концу апреля — началу мая Югославская армия при поддержке 166-го полка бок о бок с поставленными полком на крыло югославскими лётчиками освободила всю территорию Югославии, города Вуковар, Валпово, Осиек, Дони-Михоляц, Загреб, Марибор, Карловац, Риека, Славонски-Брод и итальянский город Триест.
Правительство, Министерство народной обороны Югославии высоко оценили боевую работу полка в боях за освобождение страны и помощь в формировании ВВС Народно-Освободительной армии Югославии. Командир 166-го полка гвардии майор Войтекайтес А. Н. и ряд других лётчиков полка были награждены высокими правительственными наградами Югославии.
241-й, он же 166-й гвардейский Краснознамённый штурмовой авиаполк прошёл долгий путь по дорогам войны, защищал Ригу, Москву, Тулу и Сталинград, освобождал Воронеж, Орел, Курск, Белгород, освобождал Украину и её города: Харьков, Суммы, Полтаву, Виницу, Черкассы, Киев, Житомир, Белую Церковь, Луцк, Тернополь, Львов, Ивано-Франковск; освобождал Молдавию и её столицу Кишинев. Освобождал Румынию, Сербию, Хорватию, Словению, Венгрию, Австрию и даже Италию. Участвовал в боях за освобождение трёх европейских столиц — Бухареста, Белграда и Будапешта и огромного ряда других европейских городов.
День победы 9-го мая 1945 года 166-й гвардейский Краснознамённый штурмовой авиаполк вместе с югославскими товарищами встретили в Словении. Продолжавшие сопротивление остатки немецких войск группы армий «Е» стремились вырваться из сжимавшегося вокруг кольца окружения на территории Словении и Австрии и сдаться в плен английским войскам. Боевые действия полка по их ликвидации продолжались по 15 мая.
Оставив в дар югославскому народу свои боевые самолёты и другую технику 166-й гвардейский Краснознамённый штурмовой авиационный полк в конце мая 1945 года на транспортных самолётах возвратился на Родину. Полк, теперь уже в/ч 10227, получив новую матчасть ИЛ-10, получил назначение в ЗАКВО, аэродром базирования Сандар (Марнеули), охранять южные рубежи СССР.

## Подчинение
| Дата            | Фронт (округ)         | Армия                | Корпус | Дивизия                                        | Примечания |
| --------------- | --------------------- | -------------------- | ------ | ---------------------------------------------- | --- |
| 22.06.1941 года | Северо-Западный фронт | -                    | -      | 7-я смешанная авиационная дивизия              | - |
| 01.07.1941 года | Северо-Западный фронт | -                    | -      | 7-я смешанная авиационная дивизия              | - |
| 10.07.1941 года | Северо-Западный фронт | -                    | -      | 6-я смешанная авиационная дивизия              | - |
| 01.08.1941 года | Северо-Западный фронт | -                    | -      | 6-я смешанная авиационная дивизия              | - |
| 01.09.1941 года | Резерв Ставки ВГК     | -                    | -      | -                                              | с 06.09.1941 по 12.09.1941 действовал в составе 1-й резервной авиагруппы                                                                                |
| 01.10.1941 года | Брянский фронт        | -                    | -      | -                                              | - |
| 01.11.1941 года | Брянский фронт        | 3-я армия            | -      | 1-я запасная авибригада                        | на вторичном доукомплектовании |
| 01.12.1941 года | Брянский фронт        | 3-я армия            | -      | 11-я смешанная авиационная дивизия             | в составе ударной группы Г. П. Кравченко |
| 01.01.1942 года | Брянский фронт        | 3-я армия            | -      | 11-я смешанная авиационная дивизия             | - |
| 01.02.1942 года | Брянский фронт        | 3-я армия            | -      | 11-я смешанная авиационная дивизия             | - |
| 01.03.1942 года | Брянский фронт        | 3-я армия            | -      | -                                              | ошап |
| 01.04.1942 года | Брянский фронт        | 3-я армия            | -      | -                                              | ошап |
| 01.05.1942 года | Брянский фронт        | 3-я армия            | -      | -                                              | ошап |
| 01.06.1942 года | Брянский фронт        | 2-я воздушная армия  | -      | 225-я штурмовая авиационная дивизия            | - |
| 01.07.1942 года | Брянский фронт        | 2-я воздушная армия  | -      | 225-я штурмовая авиационная дивизия            | - |
| 01.08.1942 года | Воронежский фронт     | 2-я воздушная армия  | -      | 207-я истребительная авиационная дивизия       | - |
| 01.09.1942 года | Воронежский фронт     | 2-я воздушная армия  | -      | 207-я истребительная авиационная дивизия       | - |
| 01.10.1942 года | Воронежский фронт     | 2-я воздушная армия  | -      | 207-я истребительная авиационная дивизия       | - |
| 01.11.1942 года | Воронежский фронт     | 2-я воздушная армия  | -      | 227-я штурмовая авиационная дивизия            | с 10.10.1942 |
| 01.12.1942 года | Юго-Западный фронт    | 2-я воздушная армия  | -      | 205-я истребительная авиационная дивизия       | с 10.11.1942 |
| 01.01.1943 года | Воронежский фронт     | 2-я воздушная армия  | -      | 205-я истребительная авиационная дивизия       | - |
| 01.02.1943 года | Воронежский фронт     | 2-я воздушная армия  | -      | 205-я истребительная авиационная дивизия       | - |
| 01.03.1943 года | Воронежский фронт     | 2-я воздушная армия  | -      | 205-я истребительная авиационная дивизия       | - |
| 01.04.1943 года | -                     | -                    | -      | 1-я запасная авиационная бригада               | на доукомплектовании |
| 01.05.1943 года | -                     | -                    | -      | 1-я запасная авиационная бригада               | на доукомплектовании |
| 01.06.1943 года | Воронежский фронт     | 2-я воздушная армия  | -      | 291-я штурмовая авиационная дивизия            | - |
| 01.07.1943 года | Воронежский фронт     | 2-я воздушная армия  | -      | 291-я штурмовая авиационная дивизия            | - |
| 01.08.1943 года | Воронежский фронт     | 2-я воздушная армия  | -      | 291-я штурмовая авиационная дивизия            | - |
| 01.09.1943 года | Воронежский фронт     | 2-я воздушная армия  | -      | 291-я штурмовая авиационная дивизия            | - |
| 01.10.1943 года | Воронежский фронт     | 2-я воздушная армия  | -      | 291-я штурмовая авиационная дивизия            | - |
| 01.11.1943 года | 1-й Украинский фронт  | 2-я воздушная армия  | -      | 291-я штурмовая авиационная дивизия            | - |
| 01.12.1943 года | 1-й Украинский фронт  | 2-я воздушная армия  | -      | 291-я штурмовая авиационная дивизия            | - |
| 01.01.1944 года | 1-й Украинский фронт  | 2-я воздушная армия  | -      | 291-я штурмовая авиационная дивизия            | - |
| 01.02.1944 года | 1-й Украинский фронт  | 2-я воздушная армия  | -      | 291-я штурмовая авиационная дивизия            | Приказом НКО от 05.02.1944 года № 018 291-й Воронежско-Киевской шад было присвоено почётное звание «Гвардейская», а дивизия преобразована в 10-ю гв.шад |
| 01.03.1944 года | 1-й Украинский фронт  | 2-я воздушная армия  | -      | 10-я гвардейская штурмовая авиационная дивизия | - |
| -               | 1-й Украинский фронт  | 2-я воздушная армия  | -      | 10-я гвардейская штурмовая авиационная дивизия | - |
| 01.05.1944 года | 1-й Украинский фронт  | 2-я воздушная армия  | -      | 10-я гвардейская штурмовая авиационная дивизия | - |
| 01.06.1944 года | 1-й Украинский фронт  | 2-я воздушная армия  | -      | 10-я гвардейская штурмовая авиационная дивизия | - |
| 01.07.1944 года | 1-й Украинский фронт  | 2-я воздушная армия  | -      | 10-я гвардейская штурмовая авиационная дивизия | - |
| 01.08.1944 года | 2-й Украинский фронт  | 5-я воздушная армия  | -      | 10-я гвардейская штурмовая авиационная дивизия | - |
| 01.09.1944 года | 2-й Украинский фронт  | 5-я воздушная армия  | -      | 10-я гвардейская штурмовая авиационная дивизия | - |
| 01.10.1944 года | 3-й Украинский фронт  | 17-я воздушная армия | -      | 10-я гвардейская штурмовая авиационная дивизия | - |
| 01.11.1944 года | 3-й Украинский фронт  | 17-я воздушная армия | -      | 10-я гвардейская штурмовая авиационная дивизия | - |
| 01.12.1944 года | 3-й Украинский фронт  | 17-я воздушная армия | -      | 10-я гвардейская штурмовая авиационная дивизия | - |
| 01.01.1945 года | 3-й Украинский фронт  | 17-я воздушная армия | -      | 10-я гвардейская штурмовая авиационная дивизия | - |
| 01.02.1945 года | 3-й Украинский фронт  | 17-я воздушная армия | -      | 10-я гвардейская штурмовая авиационная дивизия | - |
| 01.03.1945 года | 3-й Украинский фронт  | 17-я воздушная армия | -      | 10-я гвардейская штурмовая авиационная дивизия | - |
| 01.04.1945 года | 3-й Украинский фронт  | 17-я воздушная армия | -      | 10-я гвардейская штурмовая авиационная дивизия | - |
| 01.05.1945 года | 3-й Украинский фронт  | 17-я воздушная армия | -      | 10-я гвардейская штурмовая авиационная дивизия | - |

## Командиры
- майор Обухов Алексей Филиппович — с мая 1941 по май 1942 года
- майор Сыченко Пётр Фёдорович — с мая 1942 по апрель 1944 года;
- майор Войтекайтес Анатолий Николаевич — с апреля 1944 по 1946 год (с сентября по октябрь 1943 ВРИД).
- майор Белов Михаил Алексеевич нач.штаба — с марта 1942 по 1943 год

## Благодарности Верховного Главнокомандующего
Воинам полка в составе 291-й штурмовой авиационной Воронежско-Киевской дивизии Верховным Главнокомандующим объявлена благодарность:
- За отличие в боях при овладении столицей Советской Украины городом Киев — крупнейшим промышленным центром и важнейшим стратегическим узлом обороны немцев на правом берегу Днепра[1].

## Отличившиеся воины полка
| Награда | Ф. И.О                           | Должность                                            | Звание                    | Дата награждения | Данные о вылетах | Примечания |
| ------- | -------------------------------- | ---------------------------------------------------- | ------------------------- | ---------------- | --- | --- |
|         | Коротков, Михаил Иванович        | командир эскадрильи                                  | майор                     | 14.02.1943       | 40 боевых вылетов, уничтожил 4 танка, 224 автомашины, 4 цистерны с горючим, 4 зенитные батареи, 32 повозки с грузами, более 100 солдат противника. Погиб в воздушном бою 05.02.1942 | посмертно |
|         | Сыченко, Пётр Фёдорович          | заместитель командира эскадрильи                     | капитан                   | 14.02.1943       | С 20.10.1941 по 31.12.1941 года сделал 42 успешных боевых вылетов на штурмовку войск противника в районы: Ефремов-волово-Горлово-Михайлов-Епифань-Никитское-Богоявленка-Архангельское и др. За 42 боевых вылета уничтожил: 6 танков, 169 автомашин, 10 автобусов, 25 мотоциклистов, 3 зенитных батареи, 2 легковые автомашины, 773 солдат и офицеров, 2 цистерны с горючим, 26 конных повозок с грузом, 2 дома с фашистами | В апреле 1944 года командир полка майор Сыченко П. Ф. передал полк капитану Войтекайтесу и принял под своё командование 118-й окрап.                                                 |
| -       | Вавилин, Александр Максимович    | старший лётчик                                       | младший лейтенант         | -                | - | 10.07.1943 совершил огненный таран: направил горящий штурмовик на механизированную колонну противника в районе Томаровка, Воронежский фронт                                          |
| -       | Семкин, Иван Иванович            | лётчик                                               | младший лейтенант         | -                | - | 14.11.1943 совершил огненный таран вместе со стрелком Бухминым Иваном Порфирьевичем: в районе ст. Кривое под Белой Церковью таранили горящим самолётом гитлеровскую танковую колонну |
|         | Матвеев Александр Васильевич     | командир эскадрильи                                  | гвардии лейтенант         | 04.02.1944       | К ноябрю 1943 совершил более 100 боевых вылетов на бомбардировку и штурмовку живой силы и техники противника. | - |
|         | Дудкин, Александр Павлович       | заместитель командира эскадрильи, штурман эскадрильи | гвардии старший лейтенант | 26.10.1944       | К августу 1944 совершил 103 боевых вылета, нанеся противнику большой урон в живой силе и технике. В боях за освобождение Югославии погиб под г. Нови-Сад при выполнении боевого задания 4.01.1945. Похоронен в братской могиле в г. Нови-Сад | - |
|         | Пестров, Борис Алексеевич        | заместитель командира эскадрильи                     | гвардии лейтенант         | 26.10.1944       | К июню 1944 совершил 103 боевых вылета на разведку и штурмовку оборонительных сооружений, ж.-д. станций, скоплений живой силы и техники противника. | - |
|         | Фомин, Евгений Александрович     | командир эскадрильи                                  | гвардии капитан           | 26.10.1944       | К августу 1944 совершил 93 боевых вылета на бомбардировку и штурмовку скоплений войск противника, сбил вражеских самолёт. | - |
|         | Войтекайтес, Анатолий Николаевич | командир полка                                       | гвардии майор             | 29.06.1945       | К февралю 1945 совершил 119 боевых вылетов на штурмовку опорных пунктов, переправ, скоплений войск противника. | - |
|         | Захаров, Николай Сергеевич       | штурман полка                                        | гвардии старший лейтенант | 29.06.1945       | К февралю 1945 совершил 131 боевой вылет на штурмовку железнодорожных станций, огневых средств, живой силы и техники противника. | - |
|         | Калачёв, Анатолий Александрович  | штурман эскадрильи                                   | гвардии старший лейтенант | 29.06.1945       | К февралю 1945 совершил 109 боевых вылетов на бомбардировку и штурмовку живой силы и техники противника, нанёс ему большой урон. | - |
|         | Стародубцев, Георгий Степанович  | командир звена                                       | гвардии старший лейтенант | 29.06.1945       | К февралю 1945 совершил 133 боевых вылета на бомбардировку и штурмовку ж.-д. эшелонов, живой силы и техники противника, нанеся ему большой урон. | - |
|         | Зинченко, Валентин Николаевич    | лётчик                                               | гвардии лейтенант         | 18.08.1945       | К апрелю 1945 совершил 102 боевых вылета на разведку и штурмовку живой силы и техники противника. | - |
|         | Фролов Иван Тимофеевич           | командир звена                                       | гвардии старший лейтенант | 18.08.1945       | К апрелю 1945 совершил 114 боевых вылетов на разведку, штурмовку и бомбардировку живой силы и техники противника. | - |